# Diego Rodriguez Lucero
Diego Rodriguez Lucero ou Diego Rodrigues de Lucero, surnommé El Tenebrero, né vers 1440 à Moguer en Espagne et mort le 28 décembre 1508 à Séville, est un prêtre catholique et inquisiteur du Royaume de Castille entre 1499 et 1507. La cruauté et l'injustice de ses jugements ont créé un règne de terreur jusqu'à ce qu'il soit démis de ses fonctions. 

## Histoire

### Origine et débuts
La date de naissance de Diego Rodríguez de Lucero est inconnue. Il semble être né à Moguer (province de Huelva), une région où beaucoup d'habitants étaient des convertis du judaïsme ou de l'islam. Ses parents sont Juan Lucero et Marina Rodriguez. Il est issu d'une famille d'ecclésiastiques et de magistrats. Il obtient un baccalauréat en droit et un diplôme en théologie.   
Il devient prélat et chanoine de Séville. Il existe une référence précoce à Rodríguez de Lucero travaillant comme inquisiteur à Jerez de la Frontera (évêché de Cadix), suivie d'une autre au milieu de 1492 à Cordoue, demandant un poste de maître d'école à Almería. Il n'a peut-être pas obtenu cet emploi mais dans des documents ultérieurs, il reçoit le titre de maître d'école. En 1495, il est juge des biens confisqués pour les personnes reconnues coupables d'hérésie, dont les juifs convertis qui pratiquent leur ancienne foi en secret, à Jerez de la Frontera,. Diego Rodríguez Lucero tient directement ses ordres de Ferdinand le Catholique qui exerce un contrôle permanent sur l’institution, comme il était habituel à cette époque, soit avant les Instructions de 1498, appliquées par son successeur Pedro Ramos.  

### Inquisiteur
Le 7 septembre 1499, le grand inquisiteur, Diego de Deza, nomme Diego Rodriguez Lucero inquisiteur de Cordoue de 1499 à 1507. Il reprend la suite de Pedro de Guiral, inquisiteur écarté pour corruption, mais l'oeuvre de Lucero sera bien pire que celle de son prédécesseur durant l'Inquisition espagnole. 
Dès sa prise de fonction en 1499, il s'installe rue Encarnación, très proche de la mosquée-cathédrale de Cordoue et condamne à être brûlés vifs 107 juifs conversos, convaincu qu'ils étaient en réalité des marranes, restés fidèles à leur ancienne religion. Ce fut un des plus meurtriers autodafés du pays.
Entre 1504 et 1505, 134 personnes encore accusées de pratiquer le judaïsme en secret (interdit par l'Église) sont brûlées sous ses ordres.
Il s'attaque aussi à la noblesse des vieux chrétiens (par rapport aux « nouveaux chrétiens »), notamment à Julian Trigueros de la femme duquel il voulait obtenir des faveurs et qui finira sur un bûcher.

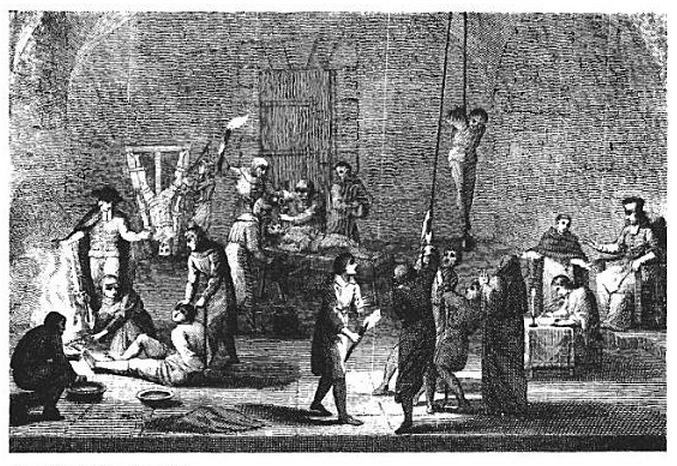
Chambre de tortures sous l'Inquisition

Désirant prouver l'existence d'une conspiration des Juifs et des conversos (ou juifs convertis) contre la chrétienté, il accumule des fausses preuves, arrache des témoignages sous la torture, emprisonne des centaines de personnes. 
Ainsi, il attend la mort de la reine Isabel le 26 novembre 1504 pour faire arrêter et torturer la famille de l'archevêque de Grenade (es), Hernando de Talavera (en), ancien confesseur des rois catholiques, afin qu'il témoigne que le vieil archevêque (probablement d'origine juive) abritait une synagogue dans sa maison et accuse sa famille d'hérésie. L'opposition était farouche entre ces deux religieux catholiques - Talavera soutenant qu'il n'y avait pas de différence à effectuer entre un « vieux » et un « nouveau chrétien », tandis que Lucero suspectait toujours ces derniers.
Plusieurs centaines de personnes, dont beaucoup sont des partisans de la reine Isabel, sont exécutées sur le bûcher. L'inquisiteur général, appuyé par le roi, réprime toute protestation. 
Rodríguez de Lucero célèbre un auto-da-fé à Cordoue en décembre 1504, qui suscite une peur généralisée. Un témoignage du massacre dit : « Il a brûlé cent sept hommes qui criaient à Dieu et à la Vierge de leur pardonner et en disant qu'ils n'avaient jamais commis le péché d'hérésie, et ont appelé les scribes à témoigner qu'ils étaient morts en tant que chrétiens catholiques et dans la foi de Jésus-Christ ».
Sa dureté et ses excès dans les épreuves sont devenus proverbiaux. Le chroniqueur Pietro Martyre d'Anghiera l'appelait « El Tenebrero » D'autres à l'époque disaient qu'il était un « monstre exceptionnel, inspiré par Lucifer ».  
Le marquis de Priego avec son armée prend alors d'assaut la prison de l'Inquisition, libère les prisonniers et arrête le procureur.
Une protestation unanime des ecclésiastiques et des laïcs réussit en 1507 à faire démettre de ses fonctions l'inquisiteur général Diego Deza (en), considéré comme responsable de ces excès, qui est remplacé par le cardinal Francisco Jiménez de Cisneros. À la suite d'un examen de ses activités par une congrégation générale à Burgos en 1508, durant lequel Lucero est emprisonné, il fut finalement relevé de son poste la même année et alla finir ses jours à Séville.
Son cas, qui fait scandale à l'époque, est un révélateur de la nécessité d'opérer des réformes dans le fonctionnement de l'Inquisition, ; d'autant que son influence commence déjà à toucher les juridictions environnantes comme Jaen.

## Liens connexes
- Inquisition
- Inquisition espagnole
- Torture
- Histoire des Juifs en Espagne